# Redundancia (nyelvészet)
A nyelvészetben a redundancia szakszó egyazon információ több mint egyszeri megjelenését nevezi meg egy megnyilatkozásban. Ilyen információt egy nyelvi egység (pl. morféma vagy lexéma), vagy egy nyelvi egység valamelyik vonása ad meg, például egy fonémáé. Egy ilyen egység vagy vonás redundánsnak minősített, ha jelenléte nem szükségez ahhoz, hogy az információ világos legyen, azaz nyelvészeti értelemben ahhoz, hogy egy grammatikai kategória vagy egy nyelvi egység azonosítható legyen.
A redundancia terminus az információelméletből származik. Közlemény átvitelekor mindig közbejönnek zavaró tényezők, amelyeket általánosan zajnak neveznek. Ezen kívül annak a kódnak, amellyel a közlemény meg van fogalmazva vannak bizonyos határai: korlátozott számú jelek és olyan szabályok, amelyek korlátozzák a kód jeleinek kombinálási lehetőségeit. Ezért a közlemény információveszteségnek van kitéve, amit kiküszöbölhet jelek ismétlése. Ilyen jelek létezése a közleményben képezi a redundanciát az információelméletben.
Az információelmélet szempontjából a természetes nyelv is egy kód, olyan jelek rendszere, amit a nyelvi egységek képeznek. A nyelvvel való kommunikációt is zavarhatják olyan tényezők, mint a tulajdonképpeni zaj, a beszélő artikulációs hibái, a címzettjének hallási sérülése stb. A nyelvi kód számos korlátai is megnehezíthetik: a fonémák és morfémák nem egyenlő gyakorisága, a fonémák és a morfémák kombinálási lehetőségeinek a korlátozottsága, szemantikai korlátok létezése a lehetséges megnyilatkozásokat illetően. Ezért a redundancia olykor a nyelvhasználatban is szükséges.
A redundancia egyike a nyelv általános tendenciáinak, bár nyelvenként nem egyformán nyilvánul meg. Egyesek különösen érzékenyek egyes grammatikai kategóriák tekintetében, amelyeket redundánsabb módon jeleznek, mint más nyelvek. Ezzel ellentétes tendencia is van, a tömörségre való, amely a redundancia kiküszöbölését célozza meg különféle esetekben, és ezek is különböznek nyelvek szerint. Például egyes nyelvekben, mint a magyar, az alany kifejezése redundáns lehet, egyszerre az ige személyragjával és külön szóval, de csak akkor, ha az alany nyomatékosított.
Mértéki különbségek vannak a redundanciát illetően a nyelv beszélt és írott aspektusa között. Általában a szóbeli kommunikációban nagyobb a redundancia mértéke, az írás pedig csökkenti a redundancia szükségességét. Mégis, olyan nyelvek esetében, amelyek helyesírását a a hagyományőrzés elve uralja, egyazon megnyilvánulás írottan nagyobb mértékű redundanciát mutathat, mint a beszédben.
A redundancia a nyelv mindegyik terén jelen van. Olykor a nyelv szabályai írják elő, még akkor is, ha a közlemény redundancia nélkül is világos. Például grammatikai szinten egy olyan mondatban, mint az angol The bird flies ’A madár repül’ az alany egyesszáma redundánsan van kifejezve, mivel jelzi az alany is, az állítmány is, ennek egyeztetése útján az alannyal, bár elméletileg lehetne úgy is mondani, hogy *the bird fly, mivel így is világosan lenne kifejezve a szám.

## Redundancia a nyelv különböző területein

### A fonológiai rendszerben
Két fonéma, mint a /p/ és a /b/ ellentétben állnak egymással, például az angol nyelvben, mint a pin ’gombostű’ vs. bin ’doboz’ szavak alkotta minimális párban azzal, hogy három vonáspár különbözteti meg őket: a /p/ zöngétlen, a /b/ zöngés; a /p/ feszes szájizmokkal ejtett, a /b/ lazákkal; a /p/ aspirált (hehezetes), a /b/ nem aspirált. Ezek közül az ellentétek közül csak az egyik szükséges ahhoz, hogy fonémákként lehessen őket megkülönböztetni. E két fonéma esetében ez a zöngétlenség vs. zöngésség, a többi két ellentét pedig redundáns. Mégis egyes helyzetekben egy másik ellentét, például a feszességi lehet kevésbé redundáns szó végén, mint a rip ’széttép’ vs. rib ’borda’ szavakban, vagy olyan szituációs kontextusban, amelyben a beszélőnek az összes rendelkezésre álló vonást igénybe kell vennie, hogy megértethesse magát. Ha nem lenne fonológiai redundancia, azaz a fonémák csak egyetlen vonás révén állnának ellentétben egymással, akkor sok félreértés lenne.

### A grammatikai rendszerben
Minden nyelv grammatikai rendszerében vannak redundáns morfémák. Nyelvek többek között abban is különböznek, hogy milyen mértékű az a redundancia, amellyel ugyanazt a grammatikai kategóriát jelzik.
Például a magyar nyelvben a szám kategóriáját kifejezi a főnév többesjele, illetve ennek hiánya. Elszigetelt, melléknévvel kifejezett jelzős szószerkezet esetében (pl. fehér zongorák) a főnév számának a kifejezése nem redundáns, mivel csak egyszer van meg erről a megfelelő információ. Redundáns viszont, ha a főnév olyan szintaktikai (mondattani) kombinációban van, amelyben egyeztetnek vele egyéb szavakat. Például a mellékneves névszói állítmány számban egyezik a főnévi alannyal, így a főnév száma kétszer jelzett: a zongorák fehérek. Ha a kopula is jelen van, az is jelzi az alany számát: a zongorák fehérek voltak.
Az angol nyelvben ugyanaz a helyzet a melléknévi jelző esetében (small bottles ’kicsi üvegek’), de a redundancia kisebb mértékű a névszói állítmányos szerkezetben, mivel a melléknevet névszói állítmányként sem egyeztetik: The windows are broken ’Az ablakok be vannak törve’.
A fentiekkel ellentétben az újlatin nyelvekben nagyobb mértékű a redundancia a szám kifejezésére. Példák:
- (olaszul) le ragazze italiane ’az olasz lányok’ – A főnév számát a többesjele és a vele ugyanazzal a többesjellel egyeztetett határozott névelő és melléknévi jelző fejezi ki, egyébként a nemmel együtt.[12]
- (spanyolul) los árboles verdes ’a zöld fák’ – azonos mértékű redundancia, mint az olaszban.[13]

A francia nyelvben, amely helyesírása túlnyomóan hagyományőrző, a szám kifejezésének több a redundáns jele írásban, mint a beszédben, mivel az írás olyan beszédhangoknak megfelelő betűket őrzött meg, amelyeket a modern nyelvben legtöbbször már nem ejtenek ki. Például a Les enfants sont gais ’A gyerekek vidámak’ mondatban az alany többesszámának négy írott jele van: az alany és a névszói állítmáy többesjele (-s), a határozott névelő alakja és a kopula alakja. Kiejtve viszont ([lezɑ̃fɑ̃ sɔ̃ gɛ]) csak két jele van a számnak, a névelő és a kopula kiejtése, mivel az -s többesjel kétszer nincs kiejtve.
A román nyelvben a szám jelzése sokkal redundánsabb, mint a többi újlatin nyelvben, mivel redundánsabb a határozottság kifejezése is. Megvan benne a birtokos névmási determináns, a mutató névmási determináns és a határozott artikulus, amelyek ezt kifejezik, mint a többi újlatin nyelvben. Ezek mellett a románban kifejlődött még a mutató névelő és a birtokos névelő is, amelyeknek szintén van határozottságot kifejező funkciója. Például a Cărțile cele noi ale profesorului sunt primele cu acest subiect ’A tanár új könyvei az elsők ebben a tárgyban’ mondatban az alany többesszáma nyolcszor van kifejezve. Jelei az alanyban végbement tőhangváltások (az ă magánhangzó és a ț mássalhangzó az egyesszámú carte alakban levő a, illetve t helyett), az alany -i többesjele, az alany határozott -le végartikulusának alakja, a cele mutató névelő alakja (fakultatív), az alany noi jelzőjének többesjele, az ale birtokos névelő alakja, a sunt kopula alakja és a primele névszói állítmány -le határozott végartikulusának alakja.

### Lexikai redundancia
Ennek egyik típusa az ismétlés, például az epizeuxis-nak nevezett, amelynek stilisztikai, mégpedig kiemelő és hangulatélénkítő szerepe van úgy a szokásos beszédben, mint az irodalomban. Példák:
- (magyarul) csontig, velőig fekete, / fekete, / fekete, fekete, fekete. / Fekete ég és fekete tenger (Babits Mihály: Fekete ország);[16]
- (franciául) Le mensonge est partout, partout ! ’A hazugság mindenütt, mindenütt ott van!’ (Goncourt fivérek);[17]
- (románul) Mircea însuși mână-n luptă vijelia-ngrozitoare / Care vine, vine, vine, calcă totul în picioare ’Maga Mircea jár az élen, ő a fergeteg vezére, / Mely jön, jön, jön, hogy lecsapjon minden ellenség fejére’ (Mihai Eminescu, Harmadik levél).[18][19]

Egy másik lexikai redundanciatípus a pleonazmus. Egyik meghatározása szerint ez olyan szavak összekapcsolása, amelyek közül egy vagy több nem gazdagítja új fogalmi elemmel a többi szó jelentését, másként fogalmazva egyazon információ ismételt kifejezése a mondatban. A pleonazmus lehet szószerkezet. Ennek az egyik tagja egyedül elég az információ kifejezéséhez, de magában foglalja egy másik jelentését, amely következésképpen fölösleges. Lehet szó szinonimák egymásutáni használatáról is.
Többféle pleonazmus létezik elfogadása szempontjából.
Általában nem elfogadott az olyan pleonazmus, amely semmit sem ad hozzá egy információhoz ennek egyszeri kifejezésével szemben. Ez a beszélő tudatlansága, hanyagsága vagy sietsége miatt történik. Példák:
- (magyarul) jövőbeli terv, időben késve;[20]
- (franciául) reculer en arrière ’hátrafelé hátrál’;[21]
- (románul) atac agresiv ’agresszív támadás’.[22]

Azonban egyes, a szokásos beszédben használt pleonazmusok azt adják hozzá az információ kifejezéséhez, hogy megerősítik ennek hatását. Az ilyen pleonazmusok általánosak és elfogadottak:
- (magyarul) Saját két szememmel láttam;[20]
- (angolul) Each and every one was there szó szerint ’Mindegyik és mindenki ott volt’;[1]
- (franciául) Il est tout feu tout flamme szó szerint ’Ő csupa tűz csupa láng’;[21]
- (románul) Mi-a scris scrisoarea cu mâna lui proprie ’Saját kezével írta nekem a levelet’.[22]

A fenti első pleonazmus több nyelvben is megvan vagy megvolt, már az ókorban dokumentáltan:
- (latinul) ego oculis meis vidi ’én saját szememmel láttam’ (Publius Vergilius Maro);[24]
- (magyarul) Látjátok, feleim, szemetekkel, mik vagyunk (Halotti beszéd és könyörgés);[20][25]
- (franciául) Je l'ai vu de mes propres yeux ’Saját szememmel láttam’;[21]
- (angolul) I saw it myself, with my own eyes ’Én magam láttan, saját szememmel’;[26]
- (románul) Am văzut cu ochii mei ’Saját szememmel láttam’.[22]

Más pleonazmusok tudatosan használtak felhívó alakzatként az irodalomban és a médiában: Kövér homály, zsíros, csendes; / lapos lapály, kerek, rendes (József Attila: Holt vidék).